# Pirdop

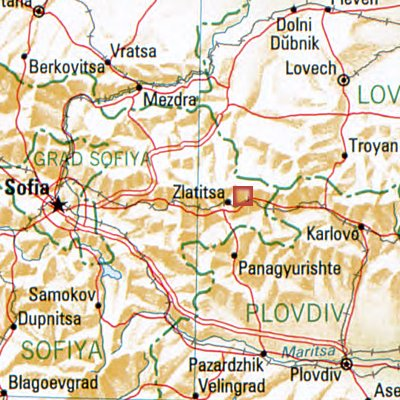
Pirdop (rotes Viereck) – Bulgarien – Nachbarorte: Slatiza, Sofia, Panagjurischte, Karlowo, Trojan, Lowetsch, Dolni Dabnik, Mesdra

Wohnstraße in Pirdop

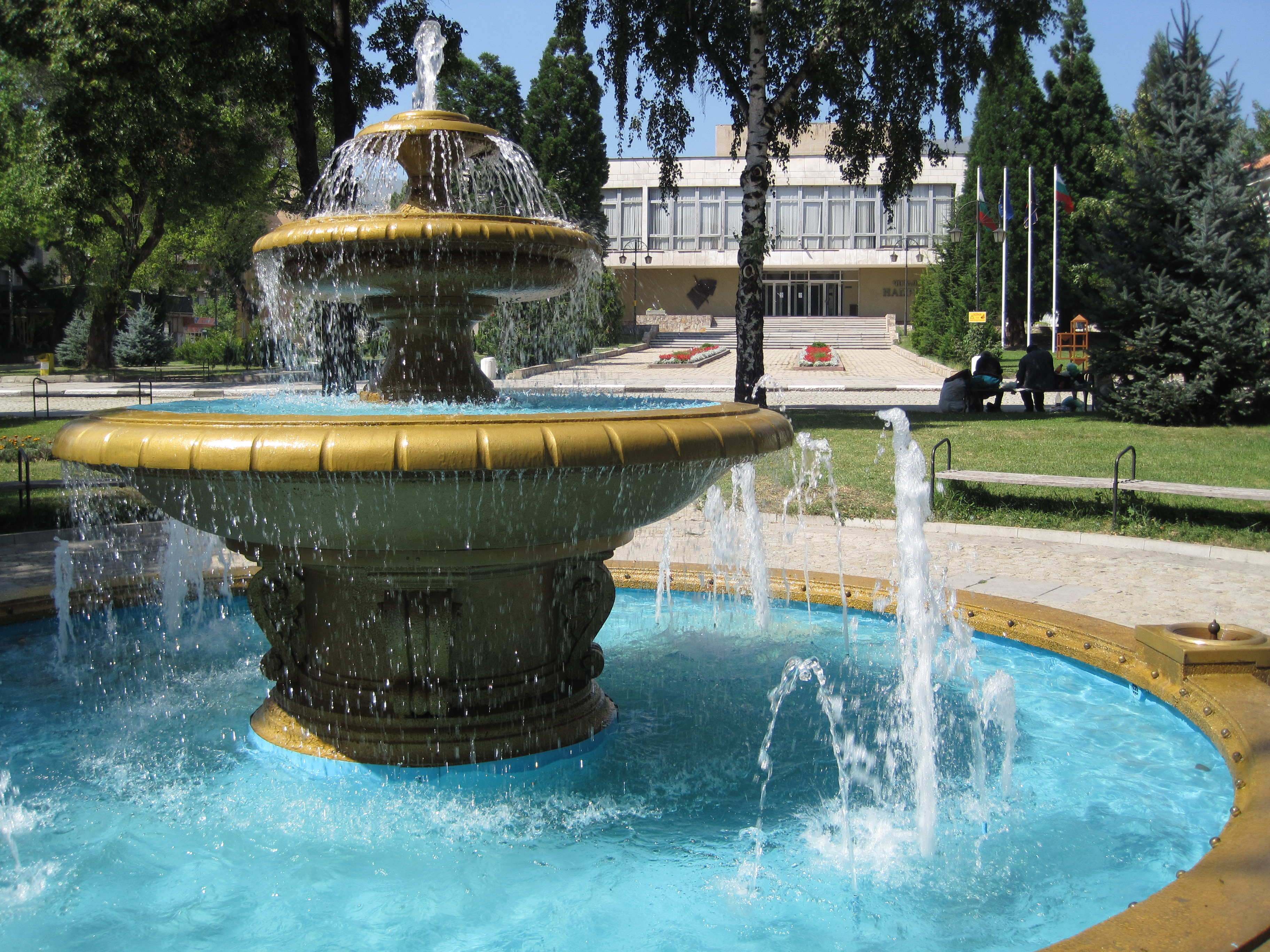
Pirdops Stadtkern

Pirdop (bulgarisch Пирдоп) ist eine Kleinstadt in Westbulgarien, Zentrum der gleichnamigen Gemeinde und liegt in der Oblast Sofia.

## Lage
Pirdop liegt 90 km östlich der Hauptstadt Sofia, 1–2 km von der Schwester-Stadt Slatiza entfernt. Die Stadt ist das administrative Zentrum der gleichnamigen Gemeinde. Bis Anfang der 1990er Jahre waren die Städte Pirdop und Slatiza eine gemeinsame Stadt namens Srednogorie.
Die Stadt liegt in der gleichnamigen Slatiza-Ebene (Златишко поле), die vor starken Winden schützt und für ein relativ mildes Klima sorgt. Im Sommer können schon mal 40 °C im Schatten erreicht werden.
Die Gemeinde Pirdop besteht aus zwei Ortschaften: Pirdop und Duschanzi.

## Stadtbild
Die Stadt macht einen heruntergekommenen Eindruck. Es wird allerdings am Stadtbild gearbeitet. So bekommen zum Beispiel immer mehr Häuser einen neuen bunten Anstrich und die Zufahrtsstraße 6 aus Richtung Osten ist auch erneuert worden. Sie führt südlich am Stadtkern vorbei. Dieser ist im Gegensatz zum Rest der Stadt schön hergerichtet mit einem Brunnen, einer Grünanlage und Fahnen vor dem Regierungsgebäude.

## Geschichte
Die Herkunft des Namens Pirdop ist unklar. Es gibt zahlreiche Legenden, die versuchen, die Herkunft zu erklären. Allerdings ist keine völlig überzeugend. Viele Grabhügel und Reste einer mittelalterlichen Festung deuten darauf hin, dass hier mehrere Stämme gelebt haben. Das erste Mal wurde Pirdop im 12. Jahrhundert schriftlich erwähnt. In der Nähe der Stadt fand die Schlacht von Slatiza zwischen den Truppen des ungarischen Königs Wladislaw III., dem Woiwoden von Transsilvanien Johann Hunyadi und dem serbischen Despoten Đurađ Branković gegen die Türken statt.
Die Stadt ist seit 2005 Namensgeber für das Pirdop Gate, einen Gebirgspass auf der Livingston-Insel in der Antarktis.

## Wirtschaft
Größter Arbeitgeber der Stadt und der Region ist Aurubis Bulgaria AD (früher Cumerio Med, Umicore Med und MDK Pirdop), der seit 1997 in belgischer Hand und seit 2008 zur Aurubis AG gehörende einzige große Kupferproduzent Bulgariens. Seit der Privatisierung im Jahre 1997 wurden rund 350 Mio. Euro in die Weiterentwicklung des Werkes investiert, davon allein rund 80 Millionen Euro in Umweltschutzmaßnahmen, um die strengen Umweltstandards der EU zu erfüllen. Dadurch konnten die spezifischen Staubemissionen um 90 % und die spezifischen CO2-Emissionen um 54 % gesenkt werden. Im Oktober 2008 wurde eine neue, hochmoderne Kupferelektrolyse mit einer Kapazität von 180.000 Tonnen Kupferkathoden pro Jahr in Betrieb genommen.
Aurubis Bulgaria produziert zusätzlich rund 1 Mio. Tonnen Schwefelsäure im Jahr und beschäftigt knapp 800 Mitarbeiter. Der große Kamin der Kupferhütte ist 325 Meter hoch und zusammen mit den Kaminen der Braunkohlekraftwerke von Maritza Ost das höchste Bauwerk Bulgariens.
|  |

## Umwelt- und Naturschutz

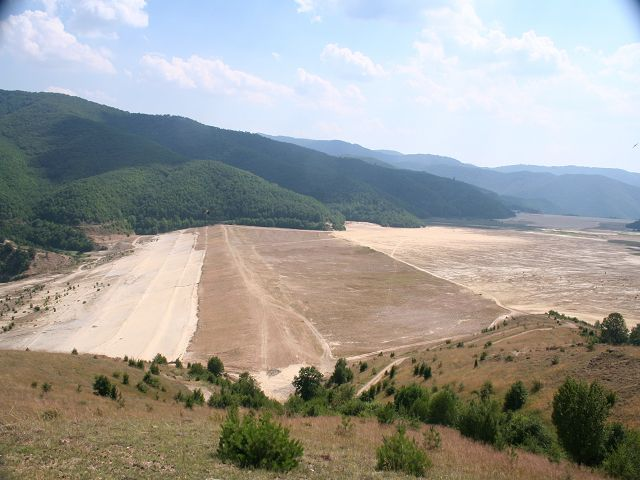
Deponie für Abfälle aus der Bergbau- und Metallurgieindustrie

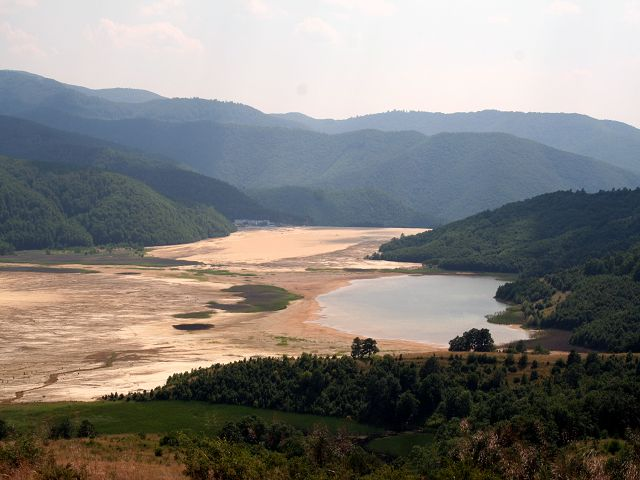
Absetzbecken im Flussbett des Flusses Toplonitza

Pirdop grenzt unmittelbar an mehreren EU-Natura-2000-Schutzgebiete nach Richtlinie 92/43/EWG (Fauna-Flora-Habitat-Richtlinie) und Vogelschutzrichtlinie (2009/147/EG) zum Schutz der wildlebenden Vogelarten und ihrer Lebensräume. Die Natura-2000-Schutzgebiete in der bulgarischen Balkan-Region sind 2016 Finalisten des Natura 2000 Award der Europäischen Union.
„Zentral Balkan Puffer“ (Natura-2000-Code BG0002128) ist ein Schutzgebiet nach der Vogelschutzrichtlinie. Der Gesamtanteil des Schutzgebietes beträgt in der Gemeinde Pirdop 0,99 %. „Zentral Balkan Puffer“ (Natura-2000-Code BG0001493) ist ein Schutzgebiet nach der Habitat-Schutzrichtlinie. Der Gesamtanteil des Schutzgebietes beträgt in der Gemeinde Pirdop 0,63 %.
„Sredna Gora“ (Natura-2000-Code BG0002054) ist ein Schutzgebiet nach der Vogelschutzrichtlinie. Der Gesamtanteil des Schutzgebietes beträgt in der Gemeinde Pirdop 9,48 %. „Sredna Gora“ (Natura-2000-Code BG0001389) ist ein Schutzgebiet nach der Habitat-Schutzrichtlinie. Der Gesamtanteil des Schutzgebietes beträgt in der Gemeinde Pirdop 9,06 %.
Inmitten des Natura-2000-Schutzgebietes „Sredna Gora“ betreibt der Kupferminenbetreiber Medet Assarel eine Absetzbecken für Bergbau- und Metallurgieabfälle. Es ist das größte auf dem Balkan.

## Söhne und Töchter der Stadt
- Stefan Paprikow (1858–1920), Militärangehöriger und Politiker
- Nikola Puschkarow (1874–1943), Agrarwissenschaftler
- Wesselin Andreew (1918–1991), Schriftsteller